# 에리크 베다르 (쇼트트랙 선수)
에리크 베다르(프랑스어: Éric Bédard, 1976년 12월 17일~)는 캐나다의 쇼트트랙 선수이다.
퀘벡주 출신으로, 1990년대에서 2000년대 사이에 오랫동안 캐나다 쇼트트랙 대표팀 일원으로 활동하며, 국제대회에서 여러 차례 입상했다. 동계 올림픽에서는 계주를 포함하여 금메달 2개, 은메달 1개, 동메달 1개를 땄다.

## 같이 보기
- 캐나다
- 쇼트트랙